# Boediono
Boediono (né le 25 février 1943) est un homme politique indonésien. Il a été vice-président d'Indonésie de 2009 à 2014.